# Casino de Paris
Casino de Paris – teatr rewiowy w Paryżu przy ul. de Clichy.
Powstały około roku 1895, w latach dwudziestych XX w. stał się najsławniejszą sceną rewiową Europy, znaną z wystawności scenografii oraz przepychu dekoracji i kostiumów. Słynnym elementem scenografii są schody opiewane przez Piotra Fronczewskiego w piosence z filmu  ...Lata dwudzieste... lata trzydzieste...
Gwiazdami teatru były m.in. Violetta Villas, czy polskie tancerki Krystyna Mazurówna i Tacjanna Wysocka.